# Сакатеколука
Сакатеколу́ка — місто в Сальвадорі, адміністративний центр департаменту Ла-Пас.

## Історія
Був заснований в 1824 році іспанцями. В 1922 році отримав статус міста.

## Географія
Центр міста розташовується на висоті 210 м над рівнем моря.

## Економіка
Мешканці міста зайняті в галузі сільського господарства. Займаються вирощуванням: тютюну, цукру та кави.